# 宋光蘭
宋光蘭（?—?），字孚斯，别號綺石，福建興化府莆田縣人。明朝政治人物。

## 生平
万历三十四年（1606年）丙午科福建鄉試舉人，四十四年(1616年)丙辰科三甲进士，户部觀政，初授江陰縣知縣，四十六年同考應天府鄉試。天启三年（1623年）補任徽州府績溪縣知縣，四年擢户部江西司主事，五年奉命榷税九江鈔關。七年升陝西司員外郎、廣東司郎中，出为濟南府知府，崇禎四年（1631年）升山东按察司副使。崇祯五年（1632）正月，登州城陷，叛军欲杀光兰；光兰因自叙清操，遂释之。著有《丹心篇》。

## 家族
曾祖宋喜善。祖父宋彎。父宋閏。

## 引用
1. ↑  《萬曆四十四年丙辰科進士履歷》